# Коперополис (Калифорнија)
Коперополис (енгл. Copperopolis) насељено је место без административног статуса у америчкој савезној држави Калифорнија.

## Демографија
По попису из 2010. године број становника је 3.671, што је 1.308 (55,4%) становника више него 2000. године.
| Група             | 2000.         | 2010.         |
| Белци             | 2.001 (84,7%) | 3.031 (82,6%) |
| Афроамериканци    | 16 (0,7%)     | 31 (0,8%)     |
| Азијати           | 45 (1,9%)     | 36 (1,0%)     |
| Хиспаноамериканци | 202 (8,5%)    | 454 (12,4%)   |
| Укупно            | 2.363         | 3.671         |